# Kuklov
Kuklov (en allemand : Kugelhof ) est un village de Slovaquie situé dans la région de Trnava.

## Histoire
La première mention écrite du village date de 1394.

## Démographie

### Évolution de la population
| Année:               | 1994. | 2004.   | 2014.   | 2024.   |
| -------------------- | ----- | ------- | ------- | ------- |
| Nombre de personnes: | 755   | 790     | 795     | 753     |
| Différence:          |       | +4,63 % | +0,63 % | -5,28 % |

| Année:               | 2023. | 2024.   |
| -------------------- | ----- | ------- |
| Nombre de personnes: | 766   | 753     |
| Différence:          |       | -1,69 % |